# Liste der Biografien/Delt
Liste der Biografien |
Portal Biografien |
Personensuche
# |
A |
B |
C |
D |
E |
F |
G |
H |
I |
J |
K |
L |
M |
N |
O |
P |
Q |
R |
S |
T |
U |
V |
W |
X |
Y |
Z |
?
 
Da |
Db |
Dc |
Dd |
De |
Dg |
Dh |
Di |
Dj |
Dk |
Dl |
Dm |
Dn |
Do |
Dq |
Dr |
Ds |
Du |
Dv |
Dw |
Dy |
Dz
 
De A |
De B |
De C |
De D |
De E |
De F |
De G |
De H |
De J |
De K |
De L |
De M |
De N |
De P |
De Q |
De R |
De S |
De T |
De V |
De W |
De Y |
De Z 

Dea |
Deb |
Dec |
Ded |
Dee |
Def |
Deg |
Deh |
Dei |
Dej |
Dek |
Del |
Dem |
Den |
Deo |
Dep |
Deq |
Der |
Des |
Det |
Deu |
Dev |
Dew |
Dex |
Dey |
Dez
 
Dela |
Delb |
Delc |
Deld |
Dele |
Delf |
Delg |
Delh |
Deli |
Delj |
Delk |
Dell |
Delm |
Deln |
Delo |
Delp |
Delr |
Dels |
Delt |
Delu |
Delv |
Delw |
Dely |
Delz
Die Liste der Biografien führt alle Personen auf, die in der deutschsprachigen Wikipedia einen Artikel haben. Dieses ist eine Teilliste mit 19 Einträgen von Personen, deren Namen mit den Buchstaben „Delt“ beginnt.

## Delt

### Delta
- Delta, Akissi (* 1960), ivorische Schauspielerin
- Delta, Michalis, griechischer Komponist von Pop- und Filmmusik
- Delta, Pinelopi (1874–1941), griechische Schriftstellerin

### Delte
- Delteil, Joseph (1894–1978), französischer Schriftsteller
- Deltenre, Ingrid (* 1960), niederländisch-schweizerische Managerin
- Delterme, Marine (* 1970), französische Schauspielerin

### Deltg
- Deltgen, René (1909–1979), luxemburgischer SchauspielerRené Deltgen (1909–1979)

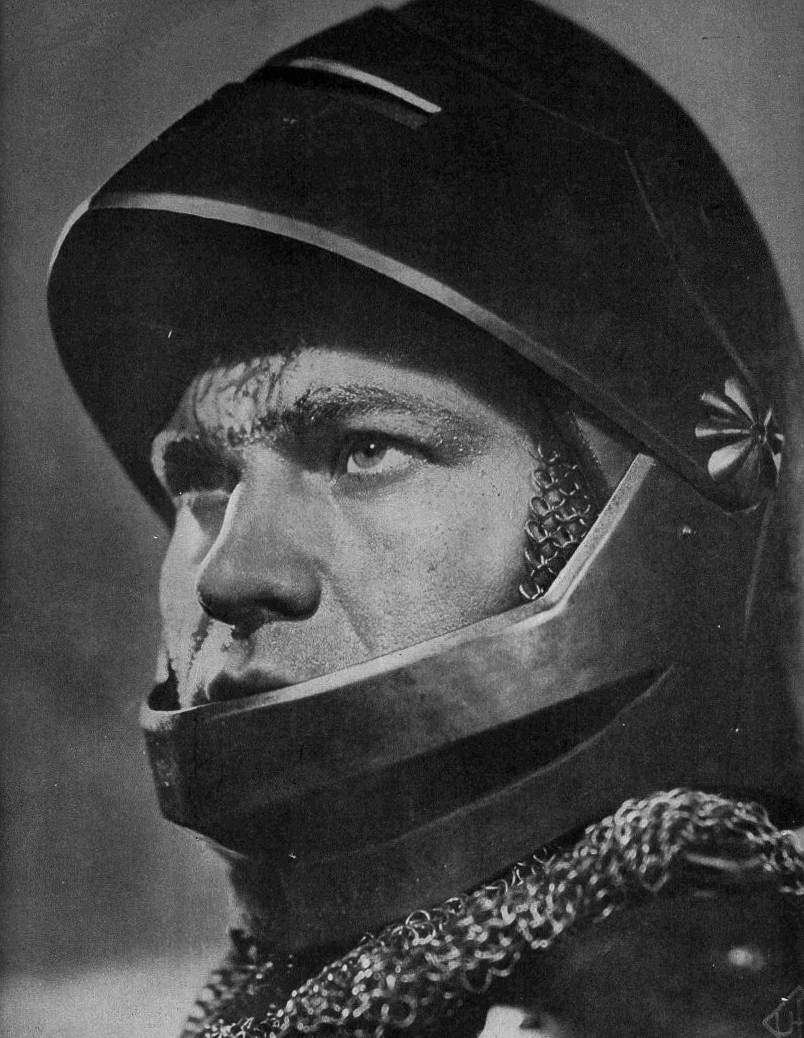
René Deltgen (1909–1979)

### Delth
- Delthil, Camille (1834–1902), französischer Politiker und Schriftsteller

### Delto
- Deltour, Antoine (* 1985), französischer Ökonom und Whistleblower
- Deltour, Carlos (1864–1920), französischer Steuermann
- Deltour, Félix (1822–1904), französischer Literaturwissenschaftler, Lehrer und Beamter
- Deltow, Boris, deutscher Basketballspieler, -trainer und -schiedsrichter

### Delts
- Deltsch, Wigand (1708–1792), Abt des Klosters Waldsassen
- Deltschew, Alexandar (* 1971), bulgarischer Schachgroßmeister
- Deltschew, Christo (* 1939), bulgarischer Arachnologe, Biospeläologe und Hochschullehrer
- Deltschew, Georgi Nikolow (1872–1903), Revolutionär
- Deltschew, Stojan (* 1959), bulgarischer Turner
- Deltschewa, Ruscha (1915–2002), bulgarische Schauspielerin

### Deltu
- Deltuvas, Romualdas (* 1943), litauischer Forstwissenschaftler und Hochschullehrer